# ユナイテッド・ステーツ (空母)
ユナイテッド・ステーツ (USS United States, CVA-58) は、アメリカ海軍の計画した航空母艦であり、「United States（“合衆国”の意）」と命名された歴代3番目の艦船である。

## 概要
アメリカ海軍は第二次世界大戦において数多くの航空母艦を建造し、戦争中には就役が間に合わなかったものの、基準排水量45,000トンの大型空母ミッドウェイ級を建造・就役させていた。しかし、艦上機のジェット化に伴い、設計時からジェット機の運用を前提とした更なる大型空母が必要であると結論され、従来型の空母のデザインを一新した超大型空母が計画・建造されることとなった。
仮称艦名には「ユナイテッド・ステーツ」が予定され、それは革新的デザインの新型航空母艦の一番艦となる予定であった。

## 計画

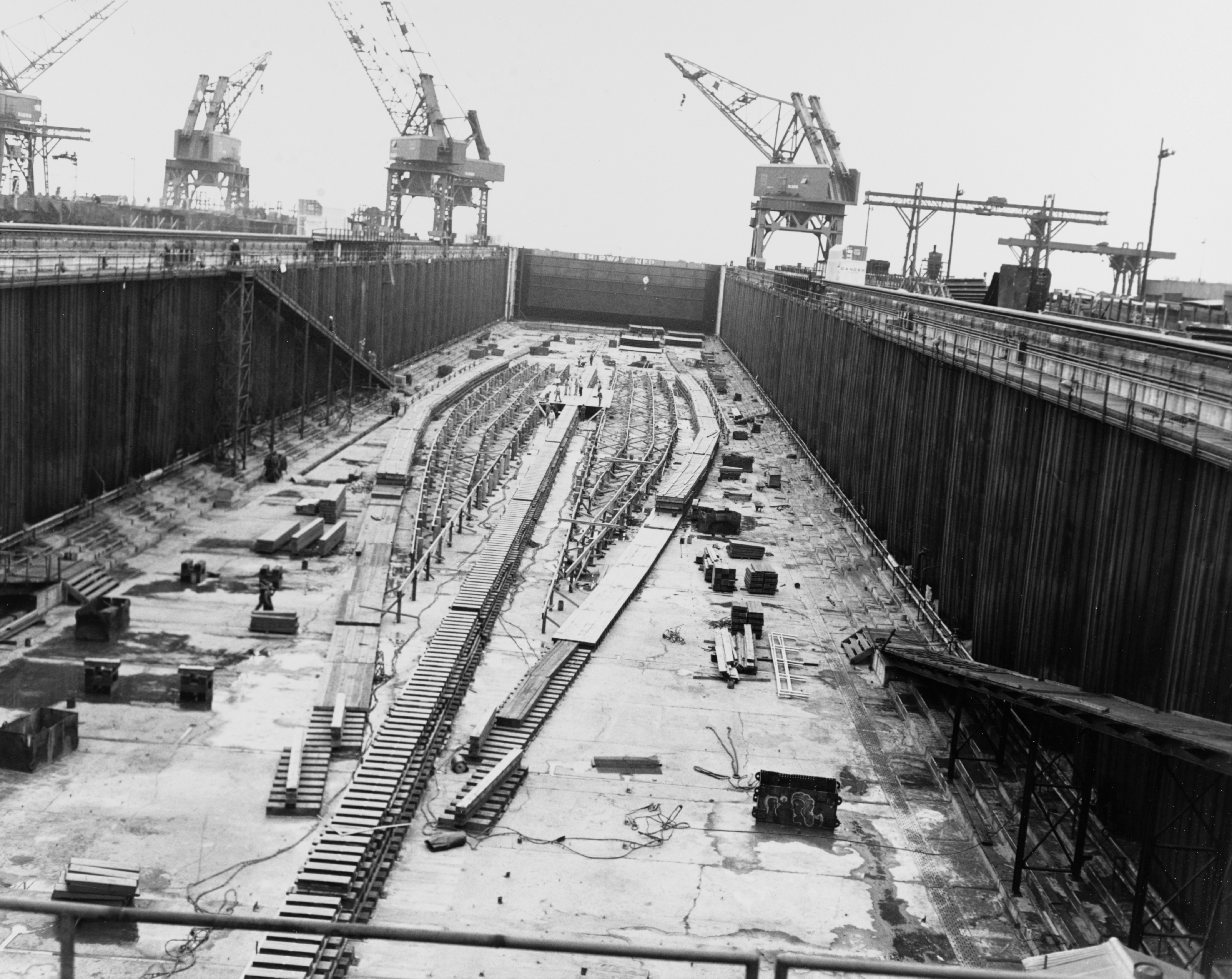
船台だけが設置されたユナイテッド・ステーツの建造ドック　1949年4月18日の撮影

1948年7月29日、第33代アメリカ合衆国大統領ハリー・トルーマンは5隻の「超大型空母」の建造を承認した。建造予算は1949年海軍歳出法（海軍予算案）の可決により承認され、1949年4月18日にニューポート・ニューズ造船所で起工された。
「ユナイテッド・ステーツ」は上陸戦の支援と、海上戦闘の指揮機能をも保有するよう設計されたが、その主な任務は長距離核攻撃であった。当時の核爆弾は大型のものしかなく、核攻撃能力を付与するにあたっては、大型の艦載機の運用能力が不可欠であった。大型の艦載機の運用のために艦も大型となり、その建造を困難にする物となった。
空軍は「ユナイテッド・ステーツ」の建造を、戦略核兵器の独占に対する挑戦と見なした。ジェームズ・フォレスタルは、この建造に関わる調整による疲労により、1949年3月28日に国防長官を辞職することとなった。わずか2か月後の5月22日にフォレスタルは鬱病により自殺している。
陸軍および空軍からの反対と資金上の制約により、国防長官ルイス・ジョンソンは起工5日後の4月23日にユナイテッド・ステーツの建造中止を発表した。海軍長官ジョン・サリヴァンは直ちに辞職し、フランシス・マシューズが後を継いだ。
こうした経緯から、本艦は「アメリカ空軍が撃沈した唯一の空母」と皮肉られることがある。
なお航空母艦への核兵器搭載は、核爆弾の小型化や艦載機の能力向上などにより、1950年に「フランクリン・D・ルーズベルト」で可能となった。また「ユナイテッド・ステーツ級」に代わる大型空母のプランは1950年代に実現した。1951年に発注されたこの空母は「フォレスタル」と命名され、1954年の進水はフォレスタル未亡人の手によって行われた。

## 設計
「ユナイテッド・ステーツ」は全通甲板を持つ航空母艦として、総重量45トンに及ぶ大型航空機を搭載･運用できるように設計された。艦載機として予定されていたうちの1機であるダグラス　XA3Dは5トンに及ぶ搭載量を持ち、初期の核兵器を搭載できた。艦はアイランドを持たず、4機の艦載機用エレベータおよび4基のカタパルトを装備する。
艦の建造予算は1億9,000万USドルと見積もられた。さらに同艦に随伴する機動部隊を完成させるのに必要な39隻の艦艇を建造するため、12億6,500万USドルが必要とされた。

## 不運な名前
この艦の生まれる40年ほど前にもレキシントン級巡洋戦艦の6番艦として「ユナイテッド・ステーツ」が起工されたが、ワシントン海軍軍縮条約によって他の艦とともに建造が中止されている。
そして建造中止から約半世紀後、「ユナイテッド・ステーツ」は再び、ニミッツ級原子力航空母艦の8番艦CVN-75の艦名として候補に挙がった事があったが、その後CVN-75は「ハリー・S・トルーマン」と命名されてしまった。その後、ニミッツ級原子力航空母艦10番艦として起工したCVN-77が、ニミッツ級航空母艦としては最終艦になる事から、ニミッツ級最終艦に相応しい艦名として再度「ユナイテッド・ステーツ」は候補に挙がり、有力視されていたが、最終的には「ジョージ・H・W・ブッシュ」と命名されてしまい、「ユナイテッド・ステーツ」は再び「お蔵入り」となってしまった。
なお、昨今のアメリカ海軍の空母は「エンタープライズ」のような例外を除き、概ねアメリカ歴代大統領、アメリカ海軍関係者、アメリカ海軍功労者などにちなんだ命名がなされており、「ユナイテッド・ステーツ」再登場の機会は当面望めないと考えられている。

## 登場作品

### 漫画
『ヤマタイカ』 - 星野之宣、1987年
朝鮮戦争中に就役したという設定で第2部に登場。作中での艦名の表記は「ユナイテッド・ステイツ」で、艦番号は「CV-58」に変更され、新たにアイランドが設置されている。退役しハワイで解体される予定だったが、ヤマタイカのマツリの依代として復活した戦艦「大和」を消滅させるため、電磁場発生システムを飛行甲板上に搭載した状態で、東京湾内にて無線操艦で大和に体当たりする。

### 小説
『氷山空母を撃沈せよ！』 - 伊吹秀明、1993年
氷山空母「ハボクック」の試作艦として登場。日本軍に鹵獲され「富嶽」と名付けられる。